# بيت مصلح (بني قيس الطور)

تعديل مصدري - تعديل

بيت مصلح هي إحدى قرى عزلة ربع البوني بمديرية بني قيس الطور التابعة لمحافظة حجة، بلغ تعداد سكانها 1523 نسمة حسب تعداد اليمن لعام 2004.